# 가와사키역
가와사키역(일본어: 川崎駅、かわさきえき)
(영어: Kawasaki Station)은 일본 가나가와현 가와사키 시 가와사키 구에 있는 철도역이다.

## 타는 곳
| 1    | 도카이도 선                                | 요코하마・오후나・오다와라・아타미・이토 선으로 직결 운행 이토 방면                                  |
| 2    | 도카이도 선                                | 시나가와・도쿄・우에노・오미야・우쓰노미야・다카사키 방면 (우에노도쿄라인·우쓰노미야 선·다카사키 선) |
| 3    | 게이힌 도호쿠 선 (네기시 선으로 직결 운행) | 요코하마·오후나 방면                                                                                 |
| 4    | 게이힌 도호쿠 선                           | 시나가와・도쿄・우에노・오미야 방면                                                                  |
| 5・6 | 난부 선                                    | 무사시코스기・무사시미조노쿠치・노보리토・후추혼마치・다치카와 방면                                  |

## 역세권 정보
- 게이큐 가와사키 역(게이힌 급행 전철 본선, 정기 승차권으로만 환승역으로 간주됨)

## 역사
- 1872년 7월 10일(음력 6월 5일): 영업 개시.

## 인접역
| 동일본 여객철도 도카이도 본선           | 동일본 여객철도 도카이도 본선       | 동일본 여객철도 도카이도 본선 |
| --------------------------------------- | ----------------------------------- | ----------------------------- |
| JT 03 시나가와 구로이소 · 다카사키 방면 | 도카이도 본선 쾌속 아쿠티 호 · 보통 | JT 05 요코하마 아타미 방면    |
| JK 17 가마타 오미야 방면                | 게이힌 도호쿠 선                    | JK 15 쓰루미 오후나 방면      |
| 동일본 여객철도 난부 선                 |                                     |                               |
| 시·종착역                               | 난부 선                             | JN 02 싯테 다치카와 방면      |